# Bellanca XSOE
El Bellanca XSOE fue un prototipo de hidroavión de observación y exploración estadounidense, construido para la Armada de los Estados Unidos por la Bellanca Aircraft Company. Nunca fue aceptado por la Armada y sólo fue construido el prototipo.

## Diseño y desarrollo
El prototipo fue designado XSOE-1 por la Armada, y voló por primera vez en 1936. El XSOE-1 era un biplano con un solo flotador principal, con flotadores adicionales bajo cada ala. Equipado con un motor radial Wright R-1820 de 725 hp (541 kW), tenía cabina cerrada para los dos tripulantes.

## Especificaciones
Referencia datos: Aerofiles

### Características generales
- Tripulación: Dos (piloto y artillero)
- Longitud: 10,6 m
- Envergadura: 4,8 m
- Altura: 12,5 m
- Peso cargado: 2.507 kg
- Planta motriz: 1× motor radial de 9 cilindros refrigerado por aire Wright R-1820.
  - Potencia: 541 kW (725 HP; 735 CV)
- Hélices: Bipala metálica de paso variable

### Rendimiento
- Velocidad nunca excedida (Vne): 278 km/h

### Secuencias de designación
- Secuencia Militar (de Bellanca): C-27 - X-855e - XSE - XSOE - YO-50
- Secuencia SO_E (Exploradores de observación de la Armada estadounidense, 1934-1946 (Bellanca, 1931-1937)): SOE

### Listas relacionadas
- Anexo:Aeronaves militares de los Estados Unidos (navales)